# 新盆唐線
新盆唐線（：／ Sinbundang seon */?）是一條連結韓國首爾特別市與京畿道城南市、龍仁市及水原市的廣域鐵道，路線起自首爾江南區新沙站、終至水原市光教站，全長33.7公里，目前共開通16站，由Neo Trans負責營運，採用BTO模式建造。第一期工程原先預定於2010年7月通車，然而因轉乘通道問題推遲至2011年9月，2011年7月時又發生中部地方豪大雨而延期，最終至2011年10月28日才開通。
新盆唐線的前身為首爾地鐵第3期路網中的「首爾地鐵11號線」，然而整個路網計畫因逢亞洲金融風暴而全數終止，僅有3號線與9號線的延伸線工程得以持續進行。進入2000年代之後，原先的11號線規劃被以「新盆唐線」的名義重新提出，並增加了北部延伸線的路段，獲得國土交通部核定計畫。

## 路線資料
- 路線總長：33.7km
- 軌間距離：1,435mm（標準軌）
- 站數：16
- 複線區間：全線
- 電化區間：全線（交流電 25,000V·60Hz）
- 閉塞方式：RF-CBTC（無人駕駛，但是回送時有人駕駛）
- 車輛基地：光教車輛基地（朝鲜语：광교차량사업소）（第一階段通車時借用盆唐车辆基地）
- 營運管理：Neo Trans（朝鲜语：네오트랜스）
- 建設管理：第1階段（江南－亭子）：新盆唐線股份有限公司、第2階段（亭子－光教）：京畿鐵道（朝鲜语：경기철도）、第3階段（龍山－江南）：新首爾鐵道（朝鲜语：새서울철도）

## 歷史
- 2005年7月：第1期工程（江南－亭子）動工。
- 2010年7月29日：第2期工程（亭子－光教）動工。
- 2011年10月28日：1期工程完工通車。
- 2016年1月30日：2期工程完工通車。
- 2016年8月30日：第3期工程（新沙－江南）動工。
- 2018年4月28日：美金站開通。
- 2022年5月28日：3期工程完工通車。
- 2024年1月：光教中央－好梅實路段動工。

## 車站列表

### 營運中路段
- 車站名稱依據韓國國土海洋部告示第2009-55號[4]。

| 車站編號 | 中文站名                | 韓文站名 | 英文站名                               | 接續路線               | 站間距離 | 營業距離 | 所在地     | 所在地 |
| -------- | ----------------------- | -------- | -------------------------------------- | ---------------------- | -------- | -------- | ---------- | ------ |
| D04      | 新沙                    |          |                                        | ●首都圈電鐵3號線       | -        | 0.0      | 首爾特別市 | 江南區 |
| D05      | 論峴                    |          |                                        | ●首爾地鐵7號線         | 0.7      | 0.7      | 首爾特別市 | 江南區 |
| D06      | 新論峴                  |          |                                        | ●首爾地鐵9號線         | 0.8      | 1.5      | 首爾特別市 | 江南區 |
| D07      | 江南                    |          |                                        | ●首爾地鐵2號線         | 0.9      | 2.4      | 首爾特別市 | 江南區 |
| D08      | 良才 （瑞草區廳）       |          | （Seocho-gu Office）                   | ●首都圈電鐵3號線       | 1.5      | 3.9      | 首爾特別市 | 瑞草區 |
| D09      | 良才市民之林 （梅軒）   |          | （Maeheon）                            |                        | 1.6      | 5.5      | 首爾特別市 | 瑞草區 |
| D10      | 清溪山                  |          |                                        |                        | 2.9      | 8.4      | 首爾特別市 | 瑞草區 |
| D11      | 板橋 （板橋技術谷）     |          | （Pangyo Techno Valley）               | ●首都圈電鐵京江線      | 8.2      | 16.6     | 京畿道     | 城南市 |
| D12      | 亭子                    |          |                                        | ●首都圈電鐵水仁·盆唐線 | 3.1      | 19.7     | 京畿道     | 城南市 |
| D13      | 美金 （盆唐首爾大醫院） |          | （Seoul Nat'l Univ. Bundang Hospital） | ●首都圈電鐵水仁·盆唐線 | 1.9      | 21.6     | 京畿道     | 城南市 |
| D14      | 東川                    |          |                                        |                        | 1.6      | 23.2     | 京畿道     | 龍仁市 |
| D15      | 水枝區廳                |          |                                        |                        | 2.1      | 25.3     | 京畿道     | 龍仁市 |
| D16      | 星福                    |          |                                        |                        | 1.7      | 27.0     | 京畿道     | 龍仁市 |
| D17      | 上峴                    |          |                                        |                        | 2.1      | 29.1     | 京畿道     | 龍仁市 |
| D18      | 光教中央 （亞洲大學）   |          | （Ajou Univ.）                         |                        | 2.4      | 31.5     | 京畿道     | 水原市 |
| D19      | 光教 （京畿大學）       |          | （Kyonggi Univ.）                      |                        | 1.9      | 33.4     | 京畿道     | 水原市 |

### 施工中路段
| 車站編號 | 中文站名              | 韓文站名 | 英文站名       | 接續路線         | 站間距離 | 營業距離 | 所在地 | 所在地 | 所在地 |
| -------- | --------------------- | -------- | -------------- | ---------------- | -------- | -------- | ------ | ------ | ------ |
| D18      | 光教中央 （亞洲大學） |          | （Ajou Univ.） |                  |          |          | 京畿道 | 水原市 | 靈通區 |
| D19      | 水原世界盃體育場      |          |                |                  |          |          | 京畿道 | 水原市 | 八達區 |
| D20      | 東水原                |          |                |                  |          |          | 京畿道 | 水原市 | 八達區 |
| D21      | 華西                  |          |                | ●首都圈電鐵1號線 |          |          | 京畿道 | 水原市 | 八達區 |
| D22      | 好梅實                |          |                |                  |          |          | 京畿道 | 水原市 | 勸善區 |

## 使用车辆
- 新盆唐線·京畿鐵道D000系電力動車組

## 外部連結
- ，(2005年)，首爾江南～龍山地鐵將被建成雙線地鐵[永久]，《東亞日報》，2005年8月22日號。